# Roberto Fernández (hiszpański piłkarz)
Roberto, właśc. Roberto Fernández Bonillo  (ur. 5 lipca 1962 w Betxí) – hiszpański piłkarz, grał w latach osiemdziesiątych.
Piłkarską karierę rozpoczął w 1977 roku w Villarreal CF. Następnie grał w CD Castellón, a od 1981 roku w klubie Valencia CF, a następnie przeniósł się do klubu katalońskiego FC Barcelona w roku 1986. W barwach FC Barcelona zdobył Puchar Króla w roku 1988 i 1990. Później grał jeszcze w Valencii w latach 1990–1995, Villarrealu w 1995–1999 i Córdoba CF, w której zakończył karierę w 2001 roku.
W reprezentacji Hiszpanii zagrał w 29 meczach w latach 1982–1991 i strzelił w nich 2 gole.